# Niederschindmaas
Niederschindmaas ist ein Ortsteil der Gemeinde Dennheritz im Landkreis Zwickau in Sachsen. Er wurde am 1. August 1973 eingemeindet.

## Geografie

### Geografische Lage
Niederschindmaas liegt im Osten der Gemeinde Dennheritz zwischen der Bundesstraße 175 im Westen und der Zwickauer Mulde im Osten auf rund 246 m. Niederschindmaas liegt am Lutherweg Sachsen.

### Nachbarorte
|                | Schönbörnchen                               |                       |
| Oberschindmaas | Kompassrose, die auf Nachbargemeinden zeigt | Glauchau, Albertsthal |
| Mosel          | Schlunzig                                   | Wernsdorf, Hölzel     |

## Geschichte

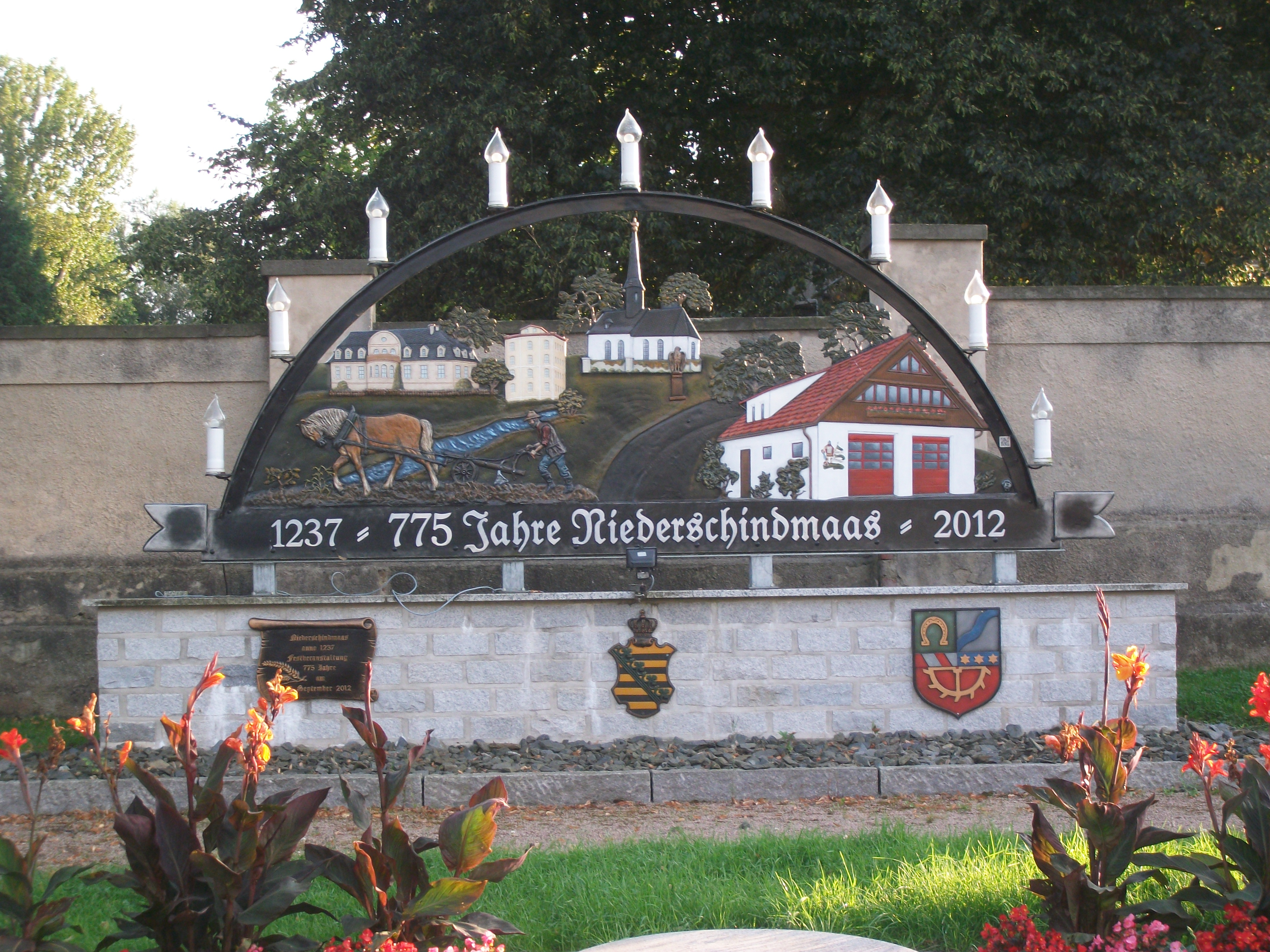
Schwibbogen „775 Jahre Niederschindmaas“

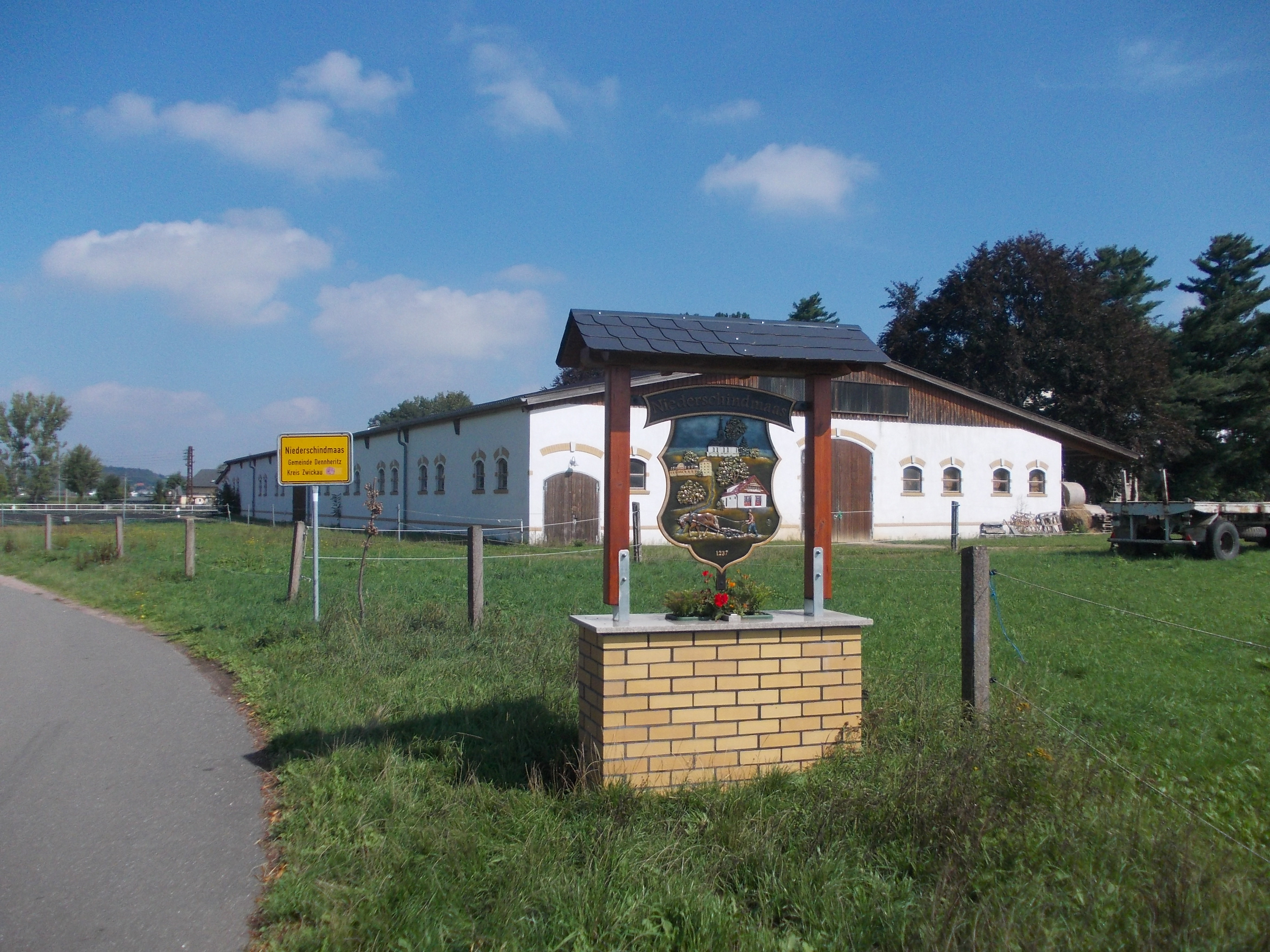
Niederschindmaas, Ortseingang

Niederschindmaas wurde im Jahr 1237 erstmals als „Syndemannsdorff“ erwähnt. Um 1418 wird der Ort als „nidirn Schindemans“ benannt, im Gegensatz zu dem als „obir Schindemans“ genannten Nachbarort Oberschindmaas. Um 1519 ist die Schreibweise „Nider-Schindmaß“ belegt, jedoch war über Jahrhunderte auch die Schreibweise „Niederschimnitz“ gebräuchlich. Erst gegen Ende des 18. Jahrhunderts bzw. im 19. Jahrhundert kommt nur noch die heutige Bezeichnung „Niederschindmaas“ vor. Die Besiedlung von Niederschindmaas setzte in der zweiten Hälfte des 12. Jahrhunderts ein. Auf Anordnung des Magdeburger Erzbischofs Wichmann von Seeburg (Amtszeit als Erzbischof von Magdeburg von 1154  bis 1192), der die Siedlungspläne von Kaiser Friedrich I. (Barbarossa) im Gebiet der Pleiße und der Zwickauer Mulde umzusetzen hatte, kamen im Gefolge der Adelsfamilien von der Mosel und von Schönburg Siedler aus dem fränkisch-thüringischen Raum in das Gebiet westlich von Glauchau.
Bezüglich der politischen Verwaltung war Niederschindmaas bis ins 19. Jahrhundert geteilt. Ein kleiner Teil gehörte zu den Schönburgischen Herrschaften. Der schönburgische Anteil von Niederschindmaas gehörte wiederum bezüglich der Grundherrschaft anteilig als Amtsdorf zur schönburgischen Herrschaft Glauchau, Amt Hinterglauchau und zum Rittergut Thurm in der schönburgischen Herrschaft Lichtenstein.
Der größere Teil von Niederschindmaas mit einem flurenlosen Rittergut gehörte zur Grundherrschaft des Ritterguts Mittelmosel im kursächsischen Amt Zwickau. Bezüglich der Oberherrschaft stand dieser Anteil von Niederschindmaas jedoch unter der Hoheit des Bistums Zeitz. Somit gehörte dieser Ortsanteil als Exklave bis 1815 zum Amt Zeitz, das als Teil des Hochstifts Naumburg-Zeitz seit 1561 unter kursächsischer Hoheit stand und zwischen 1656/57 und 1718 zum Sekundogenitur-Fürstentum Sachsen-Zeitz gehörte. Nach der Niederlage Napoleons und des mit ihm verbündeten Königreichs Sachsen musste das Königreich Sachsen nach Beschluss des Wiener Kongresses im Jahr 1815 einen großen Teil seines Gebietes an das Königreich Preußen abtreten. Das Amt Zeitz, zu dem bisher auch ein Teil von Niederschindmaas gehörte, wurde dabei der preußischen Provinz Sachsen angegliedert. Aufgrund der Lage im königlich-sächsischen Gebiet verblieb die Exklave Niederschindmaas samt zugehöriger Flur beim Königreich Sachsen. Der Ortsanteil wurde seitdem bis 1856 durch das Amt Zwickau verwaltet. 1856 wurde der königlich-sächsische Anteil von Niederschindmaas dem Gerichtsamt Zwickau und 1875 der Amtshauptmannschaft Zwickau angegliedert. Nachdem auch auf dem Gebiet der Rezessherrschaften Schönburg im Jahr 1878 eine Verwaltungsreform durchgeführt wurde, kamen der sächsische und schönburgische Anteil von Niederschindmaas im Jahr 1880 zur neu gegründeten Amtshauptmannschaft Glauchau.
Am 1. August 1973 erfolgte die Eingemeindung von Niederschindmaas in die Gemeinde Dennheritz. Durch die zweite Kreisreform in der DDR kam Niederschindmaas bereits im Jahr 1952 zum Kreis Glauchau im Bezirk Chemnitz (1953 in Bezirk Karl-Marx-Stadt umbenannt), der ab 1990 als sächsischer Landkreis Glauchau fortgeführt wurde. Im Zuge der ersten sächsischen Kreisreform kam die Gemeinde Dennheritz mit ihren beiden Ortsteilen am 1. August 1994 jedoch nicht mit dem restlichen Landkreis Glauchau zum Landkreis Chemnitzer Land, sondern zum Landkreis Zwickauer Land, der im Jahr 2008 im Landkreis Zwickau aufging.
| Jahr      | 1569              | 1798                                    | 1834 | 1871 | 1890 | 1910 | 1925 | 1939 | 1946 | 1950 | 1964 |
| --------- | ----------------- | --------------------------------------- | ---- | ---- | ---- | ---- | ---- | ---- | ---- | ---- | ---- |
| Einwohner | 28 besessene Mann | 26 besessene Mann, 4 Gärtner, 8 Häusler | 256  | 387  | 392  | 344  | 351  | 349  | 450  | 402  | 341  |

1925 lebten im Ort 348 Lutheraner, ein Katholik und zwei andersgläubige.

## Verkehr
Nordwestlich von Niederschindmaas verlaufen die Bundesstraße 175 und die Bahnstrecken Dresden–Werdau und Glauchau-Schönbörnchen–Gößnitz.